# 里蒙和萨韦勒
里蒙和萨韦勒（法語：Rimon-et-Savel，法語發音：[ʁimɔ̃ e savɛl]）是法国德龙省的一个市镇，属于迪镇区。 

## 地理
里蒙和萨韦勒（44°39'48"N, 5°18'27"E）面积12.31 平方千米，位于法国奥弗涅-罗讷-阿尔卑斯大区德龙省，该省份为法国东南部内陆省份，北起顺时针与伊泽尔省、上阿尔卑斯省、上普罗旺斯阿尔卑斯省、沃克吕兹省和阿尔代什省接壤。
与里蒙和萨韦勒接壤的市镇（或旧市镇、城区）包括：欧雷勒、巴尔纳沃、迪瓦地区蒙莫尔、佩讷勒塞克、普拉代勒、迪瓦地区圣伯努瓦。

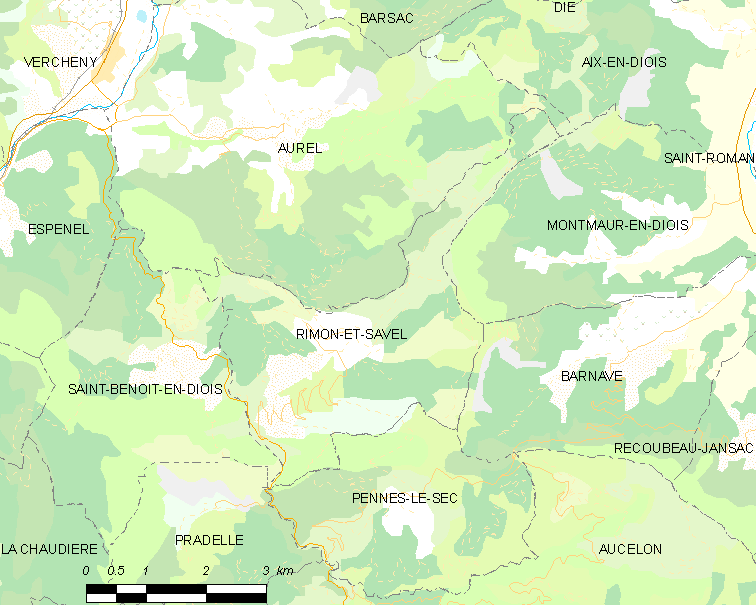
里蒙和萨韦勒的OSM定位图

里蒙和萨韦勒的时区为UTC+01:00、UTC+02:00（夏令时）。

## 行政
里蒙和萨韦勒的邮政编码为26340，INSEE市镇编码为26266。

## 政治
里蒙和萨韦勒所属的省级选区为迪瓦县。

## 人口

1962-2008年间里蒙和萨韦勒人口变化图示

里蒙和萨韦勒于2022年1月1日时的人口数量为22人。